# 伊什比·埃拉
伊什比·埃拉（约公元前2017年—约公元前1985年在位）（英語：Ishbi-Erra）伊辛国王。原为乌尔将军，在饑荒中被伊比辛任命至伊辛運糧，由於外族入侵，伊什比·埃拉請求國王伊比辛，派出六百艘船支援，伊比辛以軍力不足為由拒絕了。伊什比·埃拉便不再聽王號令，在伊比辛十一年（前2017年）自立為王，成为伊辛的统治者。
伊什比·埃拉做王第八年（前2010年），他擊退了阿摩利人。
第十四年（前2004年），烏爾陷落，埃蘭人擄走烏爾王伊比辛。
第十六年（前2002年），伊什比·埃拉驅逐了東部的埃蘭人，完全控制蘇美爾。
此後，伊什比·埃拉專注於內政，延續了烏爾第三王朝時期的蘇美文化復興。伊什比·埃拉於在位第卅三年（前1985年）逝世，子舒·以利舒繼位。